# Courageous (lớp tàu chiến-tuần dương)
Lớp tàu chiến-tuần dương Courageous bao gồm ba chiếc tàu chiến-tuần dương được biết đến như là những "tàu tuần dương hạng nhẹ lớn" được chế tạo cho Hải quân Hoàng gia Anh Quốc. Trên danh nghĩa được thiết kế cho Dự án Baltic của Đô đốc Lord John Fisher, vốn dự định hỗ trợ cho việc đổ bộ lực lượng lên bờ biển Baltic của Đức. Những chiếc thuộc lớp này sẽ rất nhanh nhưng có vỏ giáp mỏng và chỉ mang vài khẩu pháo hạng nặng, có tầm nước rất cạn cho phép hoạt động tại vùng nước nông của biển Baltic, đồng thời cũng phản ảnh những kinh nghiệm có được trong chiến tranh trước đó. Để có tốc độ tối đa, lớp Courageous là những tàu chiến chủ lực đầu tiên của Hải quân Hoàng gia sử dụng turbine hơi nước và nồi hơi ống nước nhỏ.
Hai chiếc đầu tiên trong lớp Courageous và Glorious được đưa ra hoạt động vào năm 1917 và trải qua thời gian còn lại của Chiến tranh Thế giới thứ nhất tuần tra tại Bắc Hải. Chúng tham gia trận Heligoland Bight thứ hai vào tháng 11 năm 1917 và đã có mặt khi Hạm đội Biển khơi Đức đầu hàng một năm sau đó. Con tàu nữa chị em Furious được thiết kế với một cặp pháo 18 inch (457 mm), cỡ nòng pháo lớn nhất từng được trang bị cho tàu chiến của Hải quân Hoàng gia, nhưng được cải biến trong khi chế tạo để có một sàn cất cánh và hầm chứa máy bay thay cho tháp pháo và hầm đạn trước mũi. Sau vài chuyến tuần tra tại Bắc Hải, tháp pháo phía sau cũng được tháo dỡ, bổ sung thêm một sàn cất-hạ cánh. Máy bay của nó đã thực hiện cuộc không kích Tondern vào tháng 7 năm 1918 khi những máy bay Sopwith Camel tấn công bãi đậu khí cầu Zeppelin ở Tondern.
Cả ba chiếc đều được cho ngừng hoạt động sau khi chiến tranh kết thúc, rồi được tái cấu trúc thành những tàu sân bay vào những năm 1920. Courageous và Glorious bị đánh chìm vào đầu Chiến tranh Thế giới thứ hai, còn Furious sống sót qua cuộc chiến tranh và bị tháo dỡ vào năm 1948.

## Thiết kế

### Bối cảnh

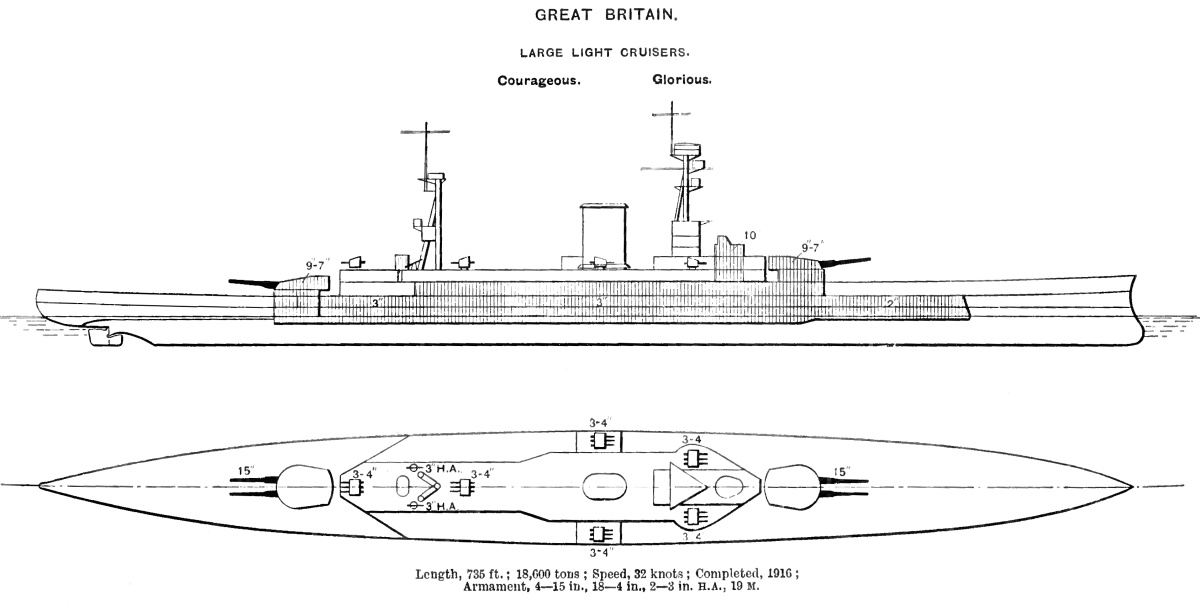
Sơ đồ mạn phải và sàn tàu lớp Courageous như được minh họa trong Niên giám Hải quân Brassey năm 1923

Hai chiếc đầu tiên trong lớp tàu chiến-tuần dương Courageous được thiết kế vào năm 1915 để đáp ứng những yêu cầu do Thứ trưởng Hải quân Anh, Đô đốc Lord John Fisher, đặt ra với ý tưởng của Kế hoạch Baltic trong đầu. Chúng phải đủ lớn để duy trì tốc độ cao lúc thời tiết xấu, có dàn hỏa lực mạnh và tốc độ đạt ít nhất 32 kn (59 km/h), cho phép vượt hơn tàu tuần dương hạng nhẹ đối phương. Vỏ giáp bảo vệ của chúng tương đối nhẹ so với một tàu tuần dương, với lớp giáp dày 3 inch (76 mm) giữa mực nước và sàn tàu trước, bầu chống ngư lôi giữa tàu và hệ thống động lực bố trí càng sâu bên trong càng tốt, được bảo vệ bởi ba vách ngăn chống ngư lôi. Đặc tính tầm nước nông có độ quan trọng tuyệt đối và các yếu tố khác phải phụ thuộc vào điều này. Vào ngày 23 tháng 2 năm 1915, Sir Eustace Tennyson-d'Eyncourt, Giám đốc Chế tạo Hải quân (DNC: Director of Naval Construction), hồi đáp bằng một phiên bản thu nhỏ của lớp tàu chiến-tuần dương Renown với ít hơn một tháp pháo và tiết giảm vỏ giáp bảo vệ. Bộ trưởng Tài chính Anh vào năm 1915 đã ngăn cấm việc chế tạo thêm mọi con tàu lớn hơn tàu tuần dương hạng nhẹ, nên Fisher gọi những con tàu này là tàu tuần dương hạng nhẹ lớn để tránh né sự ngăn trở. Nếu như không có sự giới hạn này, những con tàu sẽ được chế tạo như những phiên bản cải tiến của lớp Renown dẫn trước. Hai chiếc đã được đặt lườn vài tháng sau đó trong sự bí mật, nên nội bộ Hải quân Hoàng gia gọi chúng là "những tàu tuần dương hush-hush của Lord Fisher", và thiết kế kỳ quặc của chúng cũng bị gán tên lóng là lớp Outrageous.
Con tàu nữa chị em Furious được thiết kế vài tháng sau đó nhằm đáp ứng yêu cầu trang bị hai khẩu pháo BL 18 in (460 mm) Mark I, kiểu pháo có cỡ nòng lớn nhất từng được trang bị cho tàu chiến của Hải quân Hoàng gia, trên những tháp pháo nòng đơn với khả năng hoán chuyển thành tháp pháo 15 inch (381 mm) nòng đôi nếu như kiểu pháo 18 inch không đáp ứng yêu cầu. Các chuyên gia hải pháo phê phán quyết định này vì thời gian kéo dài giữa các loạt đạn pháo khiến cho việc trinh sát hiệu chỉnh trở nên vô dụng, giảm tốc độ bắn và do đó làm giảm xác suất bắn trúng. Dàn pháo hạng hai được nâng cấp lên kiểu pháo BL 5,5 in (140 mm) Mark I thay vì cỡ pháo 4 inch (102 mm) được sử dụng trên hai chiếc trước để bù trừ cho điểm yếu của hai khẩu pháo chính trước các mục tiêu di chuyển nhanh như các tàu khu trục. Trọng lượng choán nước và độ rộng mạn thuyền tăng so với những chiếc nữa chị em với một tầm nước hơi nông hơn.
Kế hoạch Baltic chỉ là một trong những lý lẽ bào chữa cho các con tàu. Đô đốc Fisher đã viết trong bức thư gửi cho DNC vào ngày 16 tháng 3 năm 1915: "Tôi đã nói với Ngài Bộ trưởng rằng càng quan tâm đến chất lượng về thiết kế của ông đối với chiếc Tàu chiến-Tuần dương lớn, tôi càng bị ấn tượng về sự xuất sắc và đơn giản vượt trội; cả ba yêu cầu thiết yếu về hỏa lực, tốc độ và mớn nước đã được cân bằng rất tốt!" Trong thực tế chúng có thể xem là bản toát yếu niềm tin của Fisher về tầm quan trọng tuyệt đối của tốc độ trên mọi thứ khác. Sự gắn bó của Fisher với nguyên tắc này nổi bật trong một lá thư gửi cho Winston Churchill, Bộ trưởng Hải quân Anh vào lúc đó, về những chiếc thiết giáp hạm cho Tài khóa Hải quân 1912-1913. Fisher đã viết trong bức thư vào tháng 4 năm 1912 này: "Chúng phải hy sinh vỏ giáp … phải GIA TĂNG RẤT LỚN VỀ TỐC ĐỘ … tốc độ phải vượt trội hơn nhiều so với đối thủ tiềm năng!"
Mong muốn của Fisher về một tầm nước nông không chỉ thuần túy dựa trên yêu cầu cho phép hoạt động gần bờ. Các tàu chiến lúc đó có xu hướng hoạt động gần với tải trọng đầy tải tối đa hơn dự đoán, và thường mất khoảng nổi, độ nổi dự trữ và độ an toàn đối với các cuộc tấn công dưới nước. Kinh nghiệm này đã khiến DNC bắt đầu bố trí lại các phần của lườn tàu để khắc phục vấn đề được phát hiện. Những chiếc trong lớp Courageous là những chiếc đầu tiên trong quá trình đánh giá lại này.

### Các đặc tính chung
Những chiếc trong lớp Courageous có chiều dài chung 786 foot 9 inch (239,8 m), mạn thuyền rộng 81 foot (24,7 m) và tầm nước sâu 25 foot 10 inch (7,9 m) khi đầy tải. Chúng có trọng lượng choán nước thông thường là 19.180 tấn Anh (19.490 t), và lên đến 22.560 tấn Anh (22.922 t) khi đầy tải. Chúng có chiều cao khuynh tâm 6 foot (1,8 m) khi đầy tải và lườn tàu có đáy kép toàn bộ.
Con tàu nữa chị em Furious có chiều dài tương tự, nhưng mạn thuyền rộng 88 foot (26,8 m) và tầm nước sâu 24 foot 11 inch (7,6 m) khi đầy tải. Nó có trọng lượng choán nước tiêu chuẩn 19.513 tấn Anh (19.826 t), và lên đến 22.890 tấn Anh (23.257 t) khi đầy tải. Chiều cao khuynh tâm của nó là 5,33 foot (1,6 m) khi đầy tải.

### Động lực
Để tiết kiệm chỗ và trọng lượng, những chiếc trong lớp Courageous là những tàu chiến lớn đầu tiên của Hải quân Hoàng gia được trang bị turbine hơi nước hộp số và nồi hơi ống nước nhỏ, cho dù loại sau đòi hỏi một công việc bảo trì nặng nề hơn đáng kể. Hơn nữa, để rút ngắn thời gian thiết kế, chúng áp dụng ngay kiểu turbine hộp số vốn được trang bị cho tàu tuần dương hạng nhẹ Champion, tàu tuần dương đầu tiên của Hải quân Hoàng gia được trang bị turbine hộp số, đơn giản bằng cách tăng gấp đôi. Các turbine Parsons được bố trí trong hai phòng động cơ, và mỗi turbine dẫn động một trong số bốn trục chân vịt. Chân vịt của Furious có đường kính 11 foot 6 inch (3,5 m). Hơi nước cung cấp cho các turbine được sản sinh từ 18 nồi hơi Yarrow, được phân bố đồng đều trên ba phòng nồi hơi. Chúng được thiết kế để cung cấp công suất tổng cộng 90.000 mã lực càng (67.113 kW) ở áp lực làm việc 235 psi (1.620 kPa), nhưng đã đạt nhỉnh hơn đôi chút khi Glorious chạy thử máy, cho dù nó không đạt đến tốc độ thiết kế 32 kn (59 km/h).
Chúng được thiết kế để mang theo 750 tấn Anh (762 t) dầu đốt lúc thông thường, nhưng có thể mang theo tối đa đến 3.160 tấn Anh (3.211 t). Với lượng nhiên liệu tối đa, chúng có thể di chuyển khoảng 6.000 hải lý (11.110 km; 6.900 mi) ở tốc độ 20 kn (37 km/h).

### Vũ khí
Lớp Courageous được trang bị bốn khẩu pháo BL 15 inch (381 mm) Mark I trên hai tháp pháo nòng đôi kiểu Mark I* vận hành bằng thủy lực, một phía trước và một phía sau và được đặt tên 'A' và 'Y' tương ứng. Những tháp pháo này nguyên được dự định dành cho một thiết giáp hạm thuộc lớp Revenge nhưng bị hủy bỏ không lâu sau khi chiến tranh bắt đầu. Các khẩu pháo có thể hạ tối đa cho đến góc -3° và nâng đến góc 20°; việc nạp đạn có thể thực hiện ở mọi góc nâng cho đến 20°, nhưng việc nạp đạn ở góc cao có xu hướng làm chậm thời gian quay trở lại góc bắn. Các con tàu mang theo 120 quả đạn cho mỗi khẩu pháo. Kiểu vũ khí này bắn ra đạn pháo nặng 1.910 pound (866 kg) ở lưu tốc đầu đạn 2.575 ft/s (785 m/s); cho phép có tầm bắn tối đa 23.734 yd (21.702 m) với loại đạn pháo xuyên thép (AP).
Những chiếc trong lớp Courageous được thiết kế để mang theo 18 khẩu pháo BL 4 inch (102 mm) Mark IX, được bố trí trên sáu tháp pháo ba nòng. Chúng phải được vận hành bằng tay và khá cồng kềnh, đòi hỏi một kíp pháo thủ 32 người để nạp đạn và xoay khẩu pháo. Tốc độ bắn của kiểu vũ khí này chỉ đạt 10 đến 12 phát mỗi phút; chúng có thể hạ tối đa cho đến góc -10° và nâng đến góc 30°. Chúng bắn ra loại đạn pháo nổ mạnh (HE) nặng 22 pound (10,0 kg) ở lưu tốc đầu đạn 2.625 ft/s (800 m/s); và ở góc nâng tối đa chúng có thể bắn mục tiêu ở khoảng cách 13.500 thước Anh (12.344 m). Con tàu mang theo 120 quả đạn cho mỗi khẩu pháo.
Mỗi con tàu còn mang theo một cặp pháo QF 3 inch 20 cwt phòng không trên các bệ nòng đơn Mark II góc cao. Chúng được bố trí ngang với cột ăn-ten chính trên những chiếc Courageous, và trước ống khói trên chiếc Furious. Khẩu pháo có thể hạ đến góc 10° và nâng đến góc 90°, bắn ra đạn pháo nặng 12,5 pound (5,7 kg) ở lưu tốc đầu đạn 2.500 ft/s (760 m/s) và với tốc độ bắn 12-14 phát mỗi phút. Chúng có trần bắn hiệu quả 23.500 ft (7.200 m). Cả ba con tàu cũng mang theo mười quả ngư lôi và được trang bị hai ống phóng ngầm 21 in (533 mm) nạp bên cạnh, được bố trí gần tháp pháo 'A'. Chúng được nạp đạn và xoay bằng thủy lực, nhưng được phóng ra bằng hơi nén.
Kiểu pháo BL 18 inch (457 mm) Mark I mà Furious trang bị được cải tiến từ loại pháo 15 inch Mark I của các tàu nữa chị em. Chúng được đặt trên hai tháp pháo nòng đơn cải tiến từ tháp pháo nòng đôi 15 inch Mark I/N, và bệ tháp pháo được thiết kế để có thể chấp nhận được cả hai loại tháp pháo phòng ngừa trường hợp việc phát triển kiểu pháo 18 inch gặp trục trặc. Khẩu pháo có thể hạ đến góc -3° và nâng đến góc 30°; nó bắn ra đạn pháo AP 4crh nặng 3.320 pound (1.510 kg) ở lưu tốc đầu đạn 2.270 ft/s (690 m/s) đến một khoảng cách tối đa 28.900 thước Anh (26.400 m). Chúng chỉ có thể bắn ở tốc độ một phát mỗi phút, và con tàu mang theo 60 quả đạn pháo. Khối lượng xoay của tháp pháo là 826 tấn Anh (839 t), chỉ nhỉnh hơn so với 810 tấn Anh (823 t) của tháp pháo nguyên thủy.
Dàn pháo hạng hai mà Furious trang bị bao gồm 11 khẩu BL 5,5 inch (140 mm) Mark I. Chúng có góc nâng tối đa 25° trên các bệ trục xoay, bắn ra đạn pháo nặng 82 pound (37 kg) ở lưu tốc đầu đạn 2.790 ft/s (850 m/s) và với tốc độ bắn 12 phát mỗi phút. Tầm bắn tối đa của chúng là 16.000 yd (15.000 m) ở góc nâng tối đa 25°.

### Kiểm soát hỏa lực
Dàn pháo chính trên những chiếc trong lớp Courageous có thể kiểm soát từ một trong hai bộ kiểm soát hỏa lực. Bộ kiểm soát hỏa lực chính được đặt trên nóc tháp chỉ huy trong một vòm bọc thép, còn bộ kia trong nóc quan sát trên cột ăn-ten chính. Dữ liệu thu thập từ một máy đo tầm xa 15 foot (4,6 m) đặt trong vòm bọc thép được chuyển đến một bảng điều khiển hỏa lực Dreyer Mk IV* đặt trong trạm thông tin (TS) nơi chúng được biên dịch thành số liệu tầm xa và độ lệch để các khẩu pháo sử dụng. Mỗi tháp pháo chính còn có một máy đo tầm xa 15 ft đặt trong một vòm bọc thép trên nóc tháp pháo. Dàn pháo hạng hai cũng được điều khiển. Nóc quan sát được trang bị một máy đo tầm xa 9 foot (2,7 m), cũng như trên tháp chỉ huy ngư lôi trên cấu trúc thượng tầng phía sau. Pháo phòng không được kiểm soát bằng một máy đo tầm xa 2 mét (6 ft 7 in) đơn giản đặt trên cấu trúc thượng tầng phía sau.

### Vỏ giáp bảo vệ
Không giống các tàu chiến-tuần dương Anh khác, những chiếc trong lớp Courageous có phần lớn vỏ giáp được làm từ thép có độ co giãn cao (high-tensil steel), loại thép thường dùng vào cấu trúc các con tàu khác. Đai giáp ở mực nước bao gồm một lớp 2 in (51 mm) và phủ thêm một lớp bọc dày 1 in (25 mm); nó kéo dài giữa hai bệ tháp pháo trước và sau và mở rộng thêm 1 in (25 mm) phía trước đến vách ngăn trước dày 2 in (51 mm) vốn cách xa mũi tàu. Đai giáp cao 23 ft (7,0 m), trong đó 18 in (0,5 m) ở bên dưới mực nước theo thiết kế. Từ bệ tháp pháo trước, một vách ngăn dày 3 in (76 mm) mở rộng ra hai bên lườn tàu giữa sàn trên và sàn dưới, cùng một vách ngăn tương tự ở bệ tháp pháo sau. Bốn lớp sàn tàu được bọc thép với độ dày thay đổi 0,75–3 in (19–76 mm), chỗ dày nhất bên trên hầm đạn và trục bánh lái. Sau việc ba tàu chiến-tuần dương Anh bị mất trong trận Jutland, có thêm 110 tấn Anh (112 t) vỏ giáp bảo vệ bổ sung được tăng cường cho sàn tàu chung quanh hầm đạn.
Vỏ giáp bảo vệ cho tháp pháo, bệ tháp pháo và tháp chỉ huy được làm từ thép giáp Krupp. Mặt trước tháp pháo dày 9 in (229 mm) trong khi các mặt hông dày 7–9 in (178–229 mm) và nóc dày 4,5 in (114 mm). Bệ tháp pháo có độ dày tối đa 6–7 in (152–178 mm) bên trên sàn chính, nhưng giảm xuống còn 3–4 in (76–102 mm) giữa sàn chính và sàn dưới. Tháp chỉ huy có vỏ giáp cho các mặt bên dày 10 in (254 mm) và nóc dày 3 in (76 mm). Bộ điều khiển hỏa lực chính bên trên tháp chỉ huy có một vòm bọc thép với mặt trước dày 6 in (152 mm), các mặt bên dày 2 in (51 mm) và nóc được bảo vệ với giáp 3 inch. Một ống liên lạc vợi các mặt hông dày 3 inch chạy từ tháp chỉ huy đến vị trí chỉ huy bên dưới ở sàn chính. Các vách ngăn chống ngư lôi được tăng thêm độ dày từ 0,75 in (19 mm) lên 1,5 in (38 mm) trong quá trình chế tạo.
Cả ba con tàu được trang bị bầu chống ngư lôi nông tích hợp trong lườn tàu, với ý định kích nổ quả ngư lôi trước khi nó va chạm thực sự với lườn và hướng áp lực của vụ nổ dưới nước lên mặt nước thay vì vào lườn tàu. Kinh nghiệm sau đó cho thấy nó không được đặt đủ sâu để hoàn thành nhiệm vụ, thiếu các ngăn rỗng và đầy cần thiết để hấp thu sức mạnh của vụ nổ.

## Những chiếc trong lớp
| Tàu        | Đặt lườn            | Hạ thủy             | Hoạt động            | Số phận                                                                                  |
| Courageous | 28 tháng 3 năm 1915 | 5 tháng 2 năm 1916  | 28 tháng 10 năm 1916 | Bị tàu ngầm Đức U 29 đánh chìm ngày 17 tháng 9 năm 1939                                  |
| Glorious   | 1 tháng 5 năm 1915  | 20 tháng 4 năm 1916 | 14 tháng 10 năm 1916 | Bị Scharnhorst và Gneisenau đánh chìm khi triệt thoái khỏi Na Uy ngày 8 tháng 6 năm 1940 |
| Furious    | 8 tháng 6 năm 1915  | 15 tháng 8 năm 1916 | 26 tháng 6 năm 1917  | Ngừng hoạt động năm 1944; bị bán để tháo dỡ ngày 15 tháng 3 năm 1948                     |

## Lịch sử hoạt động

### Các hoạt động đầu tiên
Trong khi chạy thử máy vào tháng 11 năm 1916 ngoài khơi River Tyne, Courageous chịu đựng những hư hại về cấu trúc khi nó di chuyển hết tốc độ vào lúc biển động. Sàn trước bị cong oằn nặng ở ba chỗ giữa mũi tàu và tháp pháo phía trước. Ngoài ra, các tấm thép ốp lườn tàu cũng thấy được sự uốn cong giữa sàn trước và sàn trên. Nước đã tràn vào các phòng ngư lôi ngầm, và đinh tán bị cắt vạt ở mép đứng các đế sắt cố định vỏ giáp sàn tàu. Nguyên nhân chính xác không thể xác định, nhưng Courageous được nhận 130 tấn Anh (132 t) thép gia cố; Glorious chỉ được gia cố thêm vào năm 1918. Courageous còn được tạm thời trang bị như một tàu rải mìn vào tháng 4 năm 1917, nhưng chưa bao giờ thực sự rải mìn. Đến giữa năm 1917 cả hai được bổ sung sáu cặp ống phóng ngư lôi: một cặp mỗi bên mạn của cột ăn-ten chính ở mức sàn trên và hai cặp mỗi bên mạn tháp pháo sau ở mức sàn sau. Courageous và Glorious phục vụ cùng nhau trong suốt chiến tranh. Ban đầu chúng được điều về Hải đội Tuần dương nhẹ 3 nhưng sau đó được chuyển sang Hải đội Tuần dương 1.

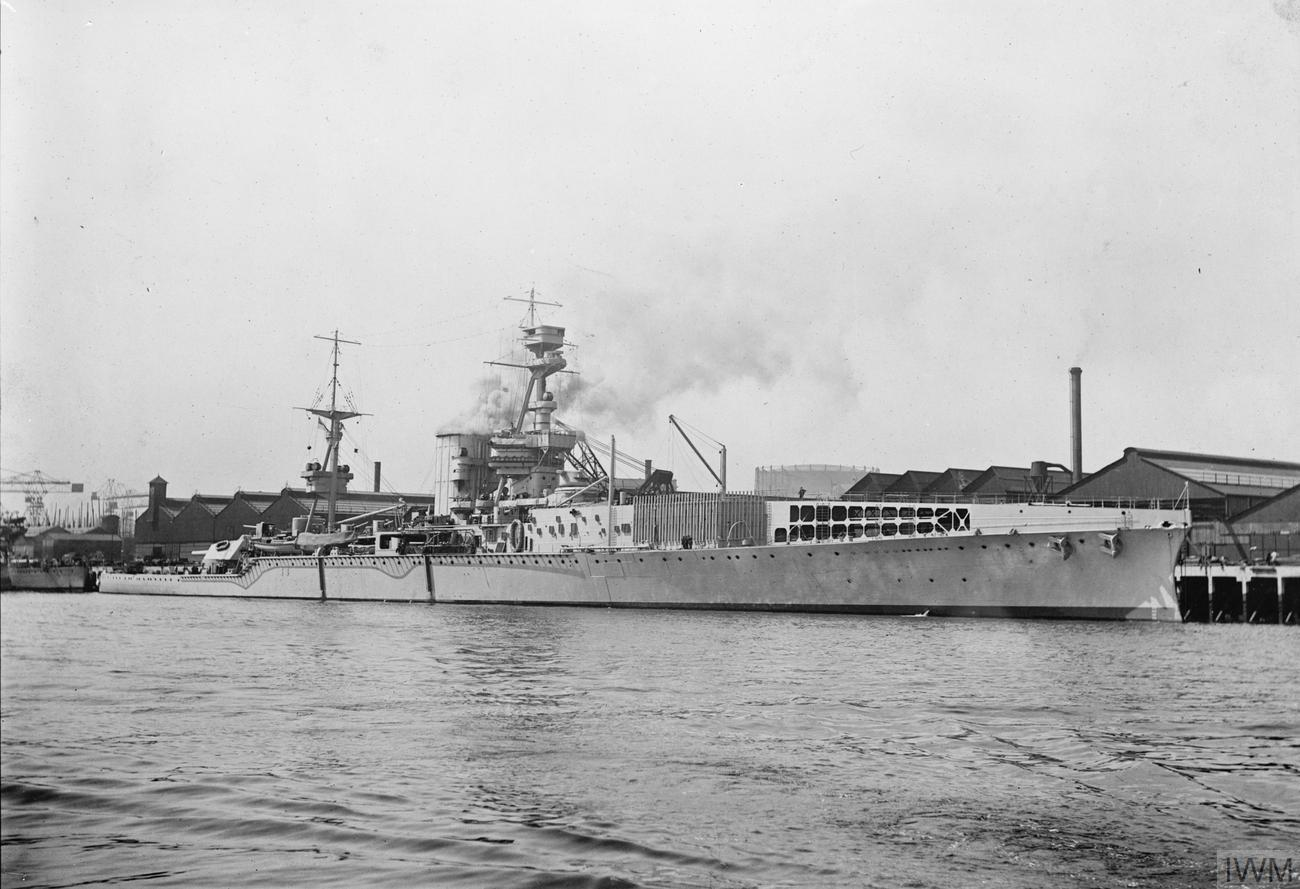
Furious nguyên thủy vào lúc hoàn tất

Ngay khi còn đang được chế tạo, Furious được cải biến với một hầm chứa máy bay (hangar) lớn chứa mười máy bay dưới sàn trước thay cho tháp pháo phía trước, cùng một sàn cất cánh dài 160 ft (49 m) được chế tạo trên nóc. Máy bay được cho cất cánh từ sàn này, và được cho hạ cánh nhưng ít thành công hơn. Mặc dù tháp pháo đuôi được trang bị và khẩu pháo được vận hành thử, chỉ không lâu sau đó Furious quay trở lại xưởng tàu để được cải biến thêm. Vào tháng 11 năm 1917, tháp pháo đuôi được tháo dỡ thay bằng một sàn hạ cánh dài 300 ft (91 m) bên trên một hầm chứa máy bay khác. Ống khói và cấu trúc thượng tầng của nó được giữ nguyên, với những lối sàn hẹp chung quanh chúng nối liền hai sàn cất hạ cánh. Hiện tượng nhiễu loạn không khí từ ống khói và cấu trúc thượng tầng đáng kể đến mức chỉ có ba lượt tìm cách hạ cánh thành công trước khi các nỗ lực khác bị cấm. Các khẩu pháo 18 inch của nó được sử dụng lại trên những chiếc monitor lớp Lord Clive General Wolfe và Lord Clive trong chiến tranh.
Cả ba con tàu đều đang trong thành phần Hải đội Tuần dương 1 với Courageous là soái hạm khi Bộ Hải quân nhận được tin tức về việc tàu chiến Đức di chuyển vào ngày 16 tháng 10 năm 1917, có thể là dấu hiệu của một chiến dịch bắn phá. Đô đốc David Beatty, Tư lệnh Hạm đội Grand Anh Quốc, ra lệnh cho hầu hết các tàu tuần dương hạng nhẹ và tàu khu trục dưới quyền ra khơi truy tìm tàu đối phương. Furious được cho tách khỏi Hải đội Tuần dương 1 để càn quét dọc theo vĩ tuyến 56° Bắc cho đến kinh độ 4° Đông và quay trở lại trước khi trời tối. Hai chiếc kia thoạt đầu không được tung ra khơi, nhưng sau đó được gửi đi tăng cường cho Hải đội Tuần dương nhẹ 2 tuần tra khu vực giữa Bắc Hải và cuối ngày hôm đó. Hai tàu tuần dương hạng nhẹ Đức thuộc lớp Brummer đã tìm cách lọt qua khoảng trống giữa các tàu tuần tra Anh và tiêu diệt một đoàn tàu vận tải đang hướng đến Scandinavia vào sáng ngày 17 tháng 10, nhưng đã không nhận được tin tức gì về cuộc đụng độ cho đến xế trưa hôm đó. Hải đội Tuần dương 1 được lệnh đánh chặn các con tàu Đức, nhưng chúng đã ở quá xa không thể nào bắt kịp.

### Trận Heligoland Bight thứ hai
Trong năm 1917, Bộ Hải quân Anh ngày càng quan tâm đến các nỗ lực rà quét các bãi thủy lôi của Đức tại Bắc Hải, vốn do phía Anh rải nhằm hạn chế các hoạt động của Hạm đội Biển khơi Đức cũng như các tàu ngầm U-boat. Một đợt bắn phá sơ khởi nhắm vào lực lượng quét mìn Đức vào ngày 31 tháng 10 do các lực lượng hạng nhẹ tiến hành đã tiêu diệt được mười tàu nhỏ, và Bộ Hải quân quyết định thực hiện một chiến dịch lớn hơn để tiêu diệt các tàu quét mìn cùng các tàu tuần dương hạng nhẹ hộ tống chúng. Dựa trên các báo cáo tình báo, họ quyết định huy động vào ngày 17 tháng 11 năm 1917 hai hải đội tuần dương nhẹ, Hải đội Tuần dương 1 được bảo vệ bởi Hải đội Tàu chiến-Tuần dương 1 có tăng cường, và xa hơn phía sau là các thiết giáp hạm của Hải đội Chiến trận 1.
Các con tàu Đức, bao gồm bốn tàu tuần dương hạng nhẹ thuộc Lực lượng Tuần tiễu II, tám tàu khu trục, ba đội tàu quét mìn, tám tàu sperrbrecher  và hai tàu đánh cá để đánh dấu luồng được quét, bị phát hiện lúc 07 giờ 30 phút, soi bóng trong ánh sáng bình minh; bảy phút sau, Courageous cùng với tàu tuần dương hạng nhẹ Cardiff khai hỏa với các khẩu pháo phía trước của chúng. Phía Đức phản ứng bằng cách thả một màn khói, phía Anh tiếp tục truy đuổi, nhưng mất dấu hầu hết các con tàu nhỏ và đã tập trung hỏa lực vào các tàu tuần dương hạng nhẹ mỗi khi có cơ hội. Một quả đạn pháo 15 inch bắn trúng giá chắn pháo của chiếc Pillau nhưng không thể làm giảm tốc độ của nó. Lúc 08 giờ 33 phút, khẩu pháo bên trái trên tháp pháo phía trước của Glorious bị hỏng khi một quả đạn kích nổ bên trong nòng pháo. Đến 09 giờ 30 phút, Hải đội Tuần dương 1 từ bỏ cuộc truy đuổi do không muốn đi vào một bãi mìn được đánh dấu trên bản đồ của họ; quay mũi về phía Nam và không đóng vai trò nào khác trong trận chiến. Các con tàu Đức đã ở cách rất xa khó có thể bị các tàu Anh bắt kịp trước khi phải đổi hướng tránh bãi mìn.
Cả hai chiếc đều bị những hư hại nhẹ bởi chớp lửa đầu nòng của chính chúng, và Glorious cần có năm ngày sửa chữa. Courageous đã bắn tổng cộng 92 phát đạn pháo 15 inch còn Glorious bắn 57 phát, chỉ ghi được một phát trúng Pillau; chúng còn bắn 180 và 213 phát đạn pháo 4 inch, tương ứng. Các thiết bị rải mìn của Courageous được tháo dỡ sau trận chiến, và cả hai nhận được những bệ cất cánh dành cho thủy phi cơ bên trên nóc các tháp pháo vào năm 1918; một chiếc Sopwith Camel được mang theo trên tháp pháo đuôi cùng một chiếc Sopwith 1½ Strutter trên tháp pháo phía mũi.
Furious được cho hoạt động trở lại vào ngày 15 tháng 3 năm 1918, và những máy bay được phối thuộc của nó được sử dụng trong các cuộc tuần tra chống khí cầu Zeppelin tại Bắc Hải từ tháng 5. Vào tháng 7 năm 1918, nó tung ra bảy chiếc Sopwith Camel để thực hiện cuộc Không kích Tondern tấn công căn cứ Zeppelin tại Tondern với mức độ thành công vừa phải. Cả ba chiếc đã hiện diện vào lúc Hạm đội Đức đầu hàng vào ngày 21 tháng 11 năm 1918.

### Sau chiến tranh
Courageous được đưa về lực lượng dự bị tại Rosyth vào ngày 1 tháng 2 năm 1919 trước khi được bố trí về Trường Tác xạ thuộc Căn cứ Devonport vào năm tiếp theo như một tàu thực hành tháp pháo. Nó trở thành soái hạm của Chuẩn đô đốc Tư lệnh Dự bị tại Devonport vào tháng 3 năm 1920. Glorious cũng được đưa về lực lượng dự bị tại Rosyth vào ngày 1 tháng 2 và phục vụ như một tàu thực hành tháp pháo, rồi thay thế cho con tàu chị em với nó trong vai trò soái hạm từ năm 1921 đến năm 1922. Furious được đưa về lực lượng dự bị vào ngày 21 tháng 11 năm 1919 trước khi bắt đầu công việc tái cấu trúc thành tàu sân bay vào năm 1921.
Hiệp ước Hải quân Washington năm 1922 yêu cầu các nước tham gia phải cắt giảm đáng kể kế hoạch đóng tàu chiến mới cùng tháo dỡ nhiều tàu hiện hữu để tuân thủ giới hạn về tải trọng. Tuy nhiên, nó cũng cho phép cho đến 66.000 tấn Anh (67.000 t) tàu hiện có được cải biến thành tàu sân bay, và Hải quân Hoàng gia đã chọn cải biến những chiếc thuộc lớp Courageous do tốc độ nhanh của chúng. Mỗi chiếc được tái cấu trúc trong những năm 1920 với một sàn đáp suốt chiều dài con tàu. Các tháp pháo 15 inch của chúng được lưu cất, và sau này trong Thế Chiến II được sử dụng cho chiếc Vanguard, thiết giáp hạm cuối cùng của Hải quân Hoàng gia.
Là chiếc tàu sân bay lớn (còn gọi là tàu sân bay "hạm đội") đầu tiên được hoàn tất của Hải quân Hoàng gia, Furious được sử dụng rộng rãi trong việc đánh giá kỹ thuật vận hành và hạ cánh máy bay, bao gồm việc hạ cánh ban đêm lần đầu tiên vào năm 1926. Courageous trở thành tàu chiến đầu tiên của Hải quân Hoàng gia bị mất trong Chiến tranh Thế giới thứ hai khi nó trúng ngư lôi từ một tàu ngầm U-boat Đức vào tháng 9 năm 1939. Glorious truy đuổi không thành công thiết giáp hạm bỏ túi Đức Admiral Graf Spee tại Ấn Độ Dương vào năm 1939; rồi tham gia Chiến dịch Na Uy năm 1940 nhưng bị các thiết giáp hạm Đức Scharnhorst và Gneisenau đánh chìm vào tháng 6 khi được phép quay trở về nhà một cách không khôn ngoan với sự hộ tống tối thiểu. Furious trải qua những tháng đầu tiên của chiến tranh săn đuổi tàu cướp tàu buôn và hộ tống đoàn tàu vận tải trước khi bắt đầu hỗ trợ lực lượng Anh tại Na Uy. Nó trải qua phần lớn năm 1940 tại vùng biển Na Uy tấn công các cơ sở và tàu bè Đức, rồi phần lớn năm 1941 vận chuyển máy bay đến Tây Phi, Gibraltar và Malta trước khi được tái trang bị tại Hoa Kỳ. Nó tiếp tục vận chuyển máy bay đến Malta trong thành phần các đoàn tàu vận tải Malta trong năm 1942 rồi hỗ trợ trên không cho lực lượng Anh trong Chiến dịch Torch. Nó trải qua phần lớn năm 1943 huấn luyện cùng với Hạm đội Nhà, nhưng cũng thực hiện nhiều cuộc không kích nhắm vào thiết giáp hạm Đức Tirpitz và các mục tiêu khác tại Na Uy vào năm 1944. Tuy nhiên Furious đã trở nên cũ kỹ và lạc hậu; và với sự có mặt của nhiều tàu sân bay mới, nó được đưa về lực lượng dự bị vào tháng 9 năm 1944 trước khi bị loại bỏ vào năm tiếp theo, và được bán để tháo dỡ vào năm 1948.